# Pasquale Fanetti
Pasquale Fanetti (* 1937 in Rom) ist ein italienischer Kameramann und Pornofilmregisseur.

## Leben
Fanetti war seit Beginn der 1960er Jahre als Kamerahelfer und -bediener tätig; ab 1970 war er Chefkameramann in einigen Produktionen. Mit Anbruch der 1980er Jahre wandte er sich dem Erotikfilmgeschäft zu und führte in soften und harten Filmen die Kamera. Als Regisseur war er, oft unter dem Pseudonym Frank de Niro, ausschließlich für Hardcore-Filme verantwortlich.
Andere noms-de-film Fanettis sind Emanuele Glisenti und Pascal Fany.

## Filmografie (Auswahl)
Kameramann
- 1971: Allegri becchini… arriva Trinità
- 1971: Mondo perverso - Diese wundervolle und kaputte Welt (Questo sporco mondo meraviglioso)
- 1976: Die Herrenreiterin (La padrona è servita)
- 1982: Gunan – König der Barbaren (Gunan il guerriero)
- 1983: Das Schwert des Barbaren (Sangraal, la spada di fuoco)

Regisseur
- 1989: Erotic Prison (Una donne per tutti)
- 1989: Lady Emanuelle (Lady Emanuelle)
- 1989: Lover (Malù e l’amante)
- 1990: Schamlose Spiele der Leidenschaft (Impudicizia)
- 1990: Wilder Dreier (La strana voglia)
- 1991: Tage der Lust (Tre gioni d’amore)